# W kółko
W kółko (hindi: भगम भग, urdu: بھگم بھگ, Bhagam Bhag, angielski: Helter Skelter)  to bollywoodzka komedia miłosna z 2006 roku wyreżyserowana przez Priyadarshana, autora Cicho sza!, Hungama, Hera Pheri, czy Hulchul. W rolach głównych Akshay Kumar i Govinda (po raz pierwszy razem). Ponadto Lara Dutta, Jackie Shroff, Arbaaz Khan i  Paresh Rawal. Film był kręcony w Oksfordzie w Anglii, częściowo na uniwersytecie oksfordzkim.

## Obsada
- Akshay Kumar – Bunty
- Govinda – Babla
- Paresh Rawal – Champak Chaturvedi
- Arbaaz Khan – Vikram Chauhan
- Jackie Shroff – komisarz JD Mehra
- Lara Dutta – Munni/Nisha/Aditi Desai
- Sharat Saxena
- Rajpal Yadav – Gullu
- Tanushree Dutta – Satti Savitri
- Shakti Kapoor – Guru
- Maushmi Udeshi – gościnnie w piosence
- Rudra V Kapila
- Manoj Joshi – MG Gandhi
- Razak Khan – Haka
- Sahil Chandra – Bootylal
- Gurvinderbhai Singh – Mixtape Massi